# Łosiewo (przystanek kolejowy)
Łosiewo (biał. Лосева, ros. Лосево) – przystanek kolejowy w miejscowości Łosiewo, w rejonie grodzieńskim, w obwodzie grodzieńskim, na Białorusi. Leży na linii dawnej Kolei Warszawsko-Petersburskiej.